# Panovci
Panovci este o localitate din comuna Gornji Petrovci, Slovenia, cu o populație de 30 de locuitori.